# Małgorzata Janicka-Słysz
Małgorzata Bożena Janicka-Słysz (ur. 28 maja 1964) – polska teoretyczka muzyki, doktor habilitowana sztuk muzycznych, prorektor Akademii Muzycznej w Krakowie (2016–2020).

## Życiorys
Małgorzata Janicka-Słysz ukończyła z wyróżnieniem teorię muzyki w Akademii Muzycznej w Krakowie, poświęcając pracę magisterską IV Symfonii Charlesa Ivesa. W 1999 obroniła w Instytucie Sztuki Polskiej Akademii Nauk doktorat dotyczący Vytautasa Bacevičiusa. W 2013 habilitowała się na macierzystej uczelni w zakresie kompozycji i teorii muzyki na podstawie monografii Poetyka muzyczna Karola Szymanowskiego. Studia i interpretacja.
Jej zainteresowania naukowe skoncentrowane są na twórczości Vytautasa Bacevičiusa, współczesnej muzyce polskiej i litewskiej oraz twórczości Karola Szymanowskiego. Pracuje jako adiunkt w Katedrze Teorii i Interpretacji Dzieła Muzycznego krakowskiej Akademii Muzycznej. W latach 2008–2012 pełniła funkcję prorektor ds. Dydaktyki i Promocji, od 2016 do 2020 była zaś prorektorką ds. dydaktyki i nauki.
Jest członkinią Sekcji Muzykologów Związku Kompozytorów Polskich. Wraz z Grupą Twórczą Castello, gdzie jest dyrektorką artystyczną, nagrywa i wydaje płyty. Od 2008 organizuje koncerty i festiwal Wawel o zmierzchu.
Wyróżniona m.in.: odznaką „Honoris gratia” (2009), nagrodą „Excellence in Teaching” Prof. Ray E. i Ruth A. Robinson (2012). W 2018 odznaczona została Krzyżem Kawalerskim Orderu Odrodzenia Polski.

## Publikacje książkowe
- Vytautas Bacevičius i jego idee muzyki kosmicznej, Kraków: Akademia Muzyczna, 2001.
- Poetyka muzyczna Karola Szymanowskiego: studia i interpretacje, Kraków: Akademia Muzyczna, 2013.